# Programme Phobos

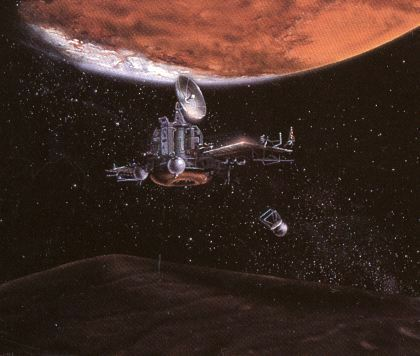
Illustration de la sonde Phobos.

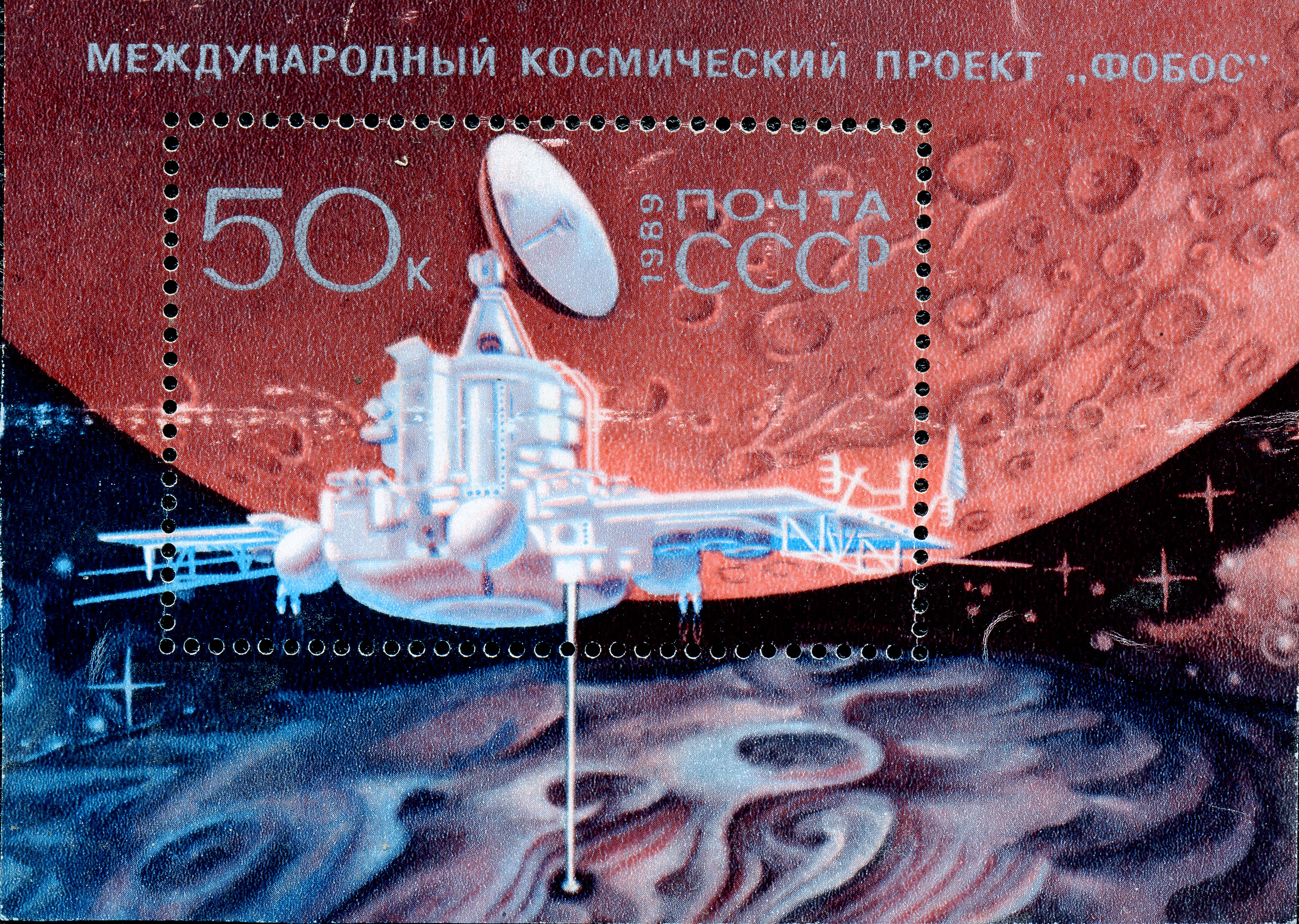
Timbre-poste soviétique (1989).

Le programme Phobos est une mission spatiale inhabitée soviétique constituée de deux sondes spatiales, lancées en 1988, consacrées principalement à l'étude de la planète Mars et de ses deux lunes, Phobos et Déimos. Souffrant d'anomalies critiques, les deux sondes finissent par perdre contact avec la Terre. Seule Phobos 2 réussit à se mettre en orbite autour de Mars et à collecter des données, dont 38 photographies d'une résolution supérieure à 40 mètres.
Les missions Phobos ont notamment pour objectif l'observation du Soleil (étude du vent solaire, de l'environnement plasmatique et du champ magnétique), l'étude de la composition de la surface du satellite Phobos et de l'atmosphère de la planète Mars.

## Les sondes
Les sondes Phobos ont constitué une nouvelle génération de sondes spatiales, succédant à la conception utilisée pour les sondes Venera des missions planétaires de 1975-1985, y compris la dernière utilisée durant les missions Vega 1 et Vega 2 en direction de la comète de Halley.
La partie principale des sondes était constituée d'une section toroïdale pressurisée comprenant les systèmes électroniques, entourée par un module cylindrique supportant les instruments scientifiques. En dessous étaient fixés quatre réservoirs sphériques remplis d'hydrazine, servant à l'alimentation des moteurs du système de contrôle d'attitude, une fois le moteur principal abandonné. Ce système avait à sa disposition 28 moteurs de manœuvre (24 développant une poussée de 50 N et quatre une poussée de 10 N), montés sur les réservoirs d'hydrazine, le corps de la sonde et les panneaux solaires. 
Les sondes Phobos avaient chacune une masse de 2 600 kg, 6 220 kg au total avec le système de propulsion pour l'insertion orbitale. Elles ont été lancées par une fusée Proton-K.

## Phobos 1
La sonde Phobos 1 a été lancée le 7 juillet 1988. La mission s'est déroulée comme prévu, jusqu'à une interruption brutale des communications le 2 septembre 1988, alors que la sonde voyageait en direction de Mars. L'ordinateur de bord de la sonde n'est pas parvenu à interpréter correctement les commandes envoyées depuis la Terre les 29 et 30 août et les moteurs de contrôle d'attitude ont été arrêtés. Les panneaux solaires de la sonde ont ensuite perdu leur orientation vis-à-vis du soleil et la sonde a fini par épuiser ses batteries.

## Phobos 2
La sonde Phobos 2 a été lancée cinq jours après Phobos 1, le 12 juillet 1988. Elle a réussi sa mise en orbite autour de Mars et récolté des données sur le Soleil, Mars et son satellite Phobos. Peu avant la fin de la mission, au moment où la sonde approchait des 50 m d'altitude au-dessus du satellite, le contact a été perdu. Les tentatives de réception du signal émis par la sonde ont été vaines et la mission s'est terminée le 27 mars 1989. La cause de l'échec est supposée être un dysfonctionnement de l'ordinateur de bord, provoqué par des particules émises lors d'une éruption solaire. La sonde a alors perdu son orientation, ses batteries se sont épuisées et elle a fini comme Phobos 1.
En 1989, l'orbite décrite par Phobos 2 était celle d'un quasi-satellite par rapport à Phobos.